# Hubert Motay
Hubert Motay (Ulm, 4 maart 1924) is een Duits componist, muziekpedagoog, dirigent en fluitist. 

## Levensloop
Motays vader was fluitist en heeft hem de eerste muziekles gegeven en zekerlijk ook de liefde voor zijn instrument. Motay studeerde van 1939 tot 1941 aan de Hogeschool voor Muziek en Theater München, toen nog Statelijke Academie van de toonkunst in München geheten bij onder anderen Gustav Kaleve. 
Hij werd muziekleraar en fluitist in Heidelberg. Later vertrok hij naar Krakau en werd tijdens de Tweede Wereldoorlog militaire muzikant. Na de oorlog kwam hij in 1947 als fluitist naar Ulm (Baden-Württemberg) en speelde aldaar tot zijn pensionering in 1980 als fluitist aan het "Ulmer Theater". Hij was eveneens als dirigent van verschillende blaasorkesten en als freelance componist werkzaam. Als componist schreef hij een operette Nur du allein en een groot aantal werken voor harmonieorkest. Sinds een paar jaren woont hij in Heroldstatt.

## Composities

### Werken voor orkest
- Karneval in Rio, mambo-schetsen

### Werken voor harmonieorkest
- 1956 Winzerfest in der Toscana
- 1966 Prolog
- 1970 Im neuen Stil, dansfantasie
- 1974 Capriccio Napoletano
- 1976 In modo di Scherzo
- 1976 Nordlandfahrt
- 1976 Premiere im Metropol, ouverture
- 1977 Polka Caprice, voor piccolo en harmonieorkest
- 1982 Kleine Suite
- 1985 Phantasca, voor dwarsfluit en harmonieorkest
- 1985 Serenade in Dur und Moll
- 1987 Ein Sommerfest, ouverture
- 1987 Russische Szenen
- 1989 Kirschblütenfest in Kyoto
- Defilé de la Garde, concertmars
- Dixie-Time, voor altsaxofoon (of baritonsaxofoon) en harmonieorkest
- Gaucho Serenata
- Im Vogelparadies, voor 2 piccolo's solo en harmonieorkest
- Konfetti-Parade, intermezzo alla marcia
- Marching-Time
- Marsch der bunten Fahnen
- Naturnser Bürgermarsch
- Rhapsody for Trumpet
- Schneider von Ulm
- The incredible Flutist, voor dwarsfluit en harmonieorkest
- Treffpunkt Night Club
- Trompeten Mambo
- Trumpet Serenata, voor trompet en harmonieorkest
- Trumpet Song, voor trompet en harmonieorkest
- Viva los Matadores, Spaanse mars